# 本気戦隊ガチレンジャー
「本気戦隊ガチレンジャー」（ほんきせんたいガチレンジャー）は、遠藤正明の9枚目のシングル。2011年1月12日にGloryHeavenから発売された。

## 概要
前作「明日への道〜Going my way!!〜」から約1ヶ月ぶりのリリース。遠藤のシングルとしては初のGloryHeavenからのリリース作品である。
表題曲「本気戦隊ガチレンジャー」は、テレビアニメ『みつどもえ』の劇中特撮ドラマ『本気戦隊ガチレンジャー』の主題歌であり、アニメ1期の第7話の挿入歌、テレビアニメ『みつどもえ 増量中!』第1話のオープニングテーマとして使用された。
カップリング曲の「またあした」は、テレビアニメ『みつどもえ 増量中!』第1話のエンディングテーマとして使用された。CDジャケットには、本気戦隊ガチレンジャーが描かれている。

## 批評
WEBアニメスタイルの和田穣は、「遠藤が特撮ドラマ『爆竜戦隊アバレンジャー』の主題歌を過去に歌っており、本物の特撮ソング以上に「それらしい」曲調なっている。」と評した。CDジャーナルは、「ハスキーかつダイナミックなボーカルにドラマティックなメロディが展開されている。」と評した。

## 収録曲
（全作詞・作曲：遠藤正明、編曲：菊谷知樹）
1. 本気戦隊ガチレンジャー [4:47]
  - テレビアニメ『みつどもえ』第7話挿入歌
  - テレビアニメ『みつどもえ 増量中!』第1話オープニングテーマ
2. またあした [4:13]
  - テレビアニメ『みつどもえ 増量中!』第1話エンディングテーマ
3. 本気戦隊ガチレンジャー（カラオケ）
4. またあした（カラオケ）